# Кубок мира (снукер)
Кубок мира или (ранее) Кубок наций (англ. World Cup, Nations Cup) — пригласительный снукерный турнир (был организован Майком Уоттерсоном, который также был организатором турнира UK Championship, при его содействии чемпионат мира по снукеру переехал в Крусибл, Шеффилд). Соревнования были ежегодными. В состав команды из трёх человек входили лучшие игроки согласно рейтингу. Стив Дэвис, Англия, больше всех владел Кубком мира — 4 раза.
Командный кубок стартовал в 1979 сначала как State Express World Challenge Cup, позже стал именоваться State Express World Team Classic в 1981—83. В 1985 был переименован в Кубок мира и перенесен в конец сезона.
Кубком наций турнир стал именоваться в сезоне 1998/99. Он разыгрывался по круговой системе, после чего две лучшие команды выходили в финал. В 1999 и 2000 годах команды состояли из четырёх человек (в 2001 — снова по 3 игрока). Турнир был прекращён из-за отсутствия интереса к нему со стороны телекомпаний.
В сезоне 2011/12 турнир возобновил своё существование и прошёл в Таиланде. В возобновлённом Кубке мира каждая команда представлена только двумя игроками.

## Места проведения
- 1979 Haden Hill Leisure Centre, Бирмингем, Англия
- 1980 New London Theatre, Лондон, Англия
- 1981—83 The Hexagon Theatre, Рединг, Беркшир, Англия
- 1985—90 Bournemouth International Centre, Борнмут, Дорсет, Англия
- 1996 Amari Watergate Hotel, Бангкок, Таиланд
- 1999 Telewest Arena, Ньюкасл-апон-Тайн, Англия
- 2000—2001 The Hexagon Theatre, Рединг, Беркшир, Англия
- 2011 Бангкок, Таиланд
- 2015 Уси, Китай
- 2017 Уси, Китай

## Победители
| Год                                 | Чемпионы                            | Чемпионы                                               | Финалисты                           | Финалисты                                              | Финальный счёт                      | Сезон                               |
| Год                                 | Команда                             | Игроки                                                 | Команда                             | Игроки                                                 | Финальный счёт                      | Сезон                               |
| «State Express World Challenge Cup» | «State Express World Challenge Cup» | «State Express World Challenge Cup»                    | «State Express World Challenge Cup» | «State Express World Challenge Cup»                    | «State Express World Challenge Cup» | «State Express World Challenge Cup» |
| ----------------------------------- | ----------------------------------- | ------------------------------------------------------ | ----------------------------------- | ------------------------------------------------------ | ----------------------------------- | ----------------------------------- |
| 1979                                | Уэльс                               | Терри Гриффитс Дуг Маунтджой Рэй Риардон               | Англия                              | Фред Дэвис Грэм Майлс Джон Спенсер                     | 14:3                                | 1979/80                             |
| 1980                                | Уэльс                               | Терри Гриффитс Дуг Маунтджой Рэй Риардон               | Канада                              | Кирк Стивенс Клифф Торбурн Билл Вербенюк               | 8:5                                 | 1980/81                             |
| «State Express World Team Classic»  |                                     |                                                        |                                     |                                                        |                                     |                                     |
| 1981                                | Англия                              | Стив Дэвис Джон Спенсер Дэвид Тейлор                   | Уэльс                               | Терри Гриффитс Дуг Маунтджой Рэй Риардон               | 4:3                                 | 1981/82                             |
| 1982                                | Канада                              | Кирк Стивенс Клифф Торбурн Билл Вербенюк               | Англия                              | Стив Дэвис Тони Ноулз Джимми Уайт                      | 4:2                                 | 1982/83                             |
| 1983                                | Англия                              | Стив Дэвис Тони Ноулз Тони Мео                         | Уэльс                               | Терри Гриффитс Дуг Маунтджой Рэй Риардон               | 4:2                                 | 1983/84                             |
| «Guinness World Cup»                |                                     |                                                        |                                     |                                                        |                                     |                                     |
| 1985                                | Вся Ирландия                        | Алекс Хиггинс Юджин Хьюз Деннис Тейлор                 | Англия                              | Стив Дэвис Тони Ноулз Тони Мео                         | 9:7                                 | 1984/85                             |
| «Car Care Plan World Cup»           |                                     |                                                        |                                     |                                                        |                                     |                                     |
| 1986                                | Вся Ирландия                        | Алекс Хиггинс Юджин Хьюз Деннис Тейлор                 | Канада                              | Кирк Стивенс Клифф Торбурн Билл Вербенюк               | 9:7                                 | 1985/86                             |
| «Tuborg World Cup»                  |                                     |                                                        |                                     |                                                        |                                     |                                     |
| 1987                                | Вся Ирландия                        | Алекс Хиггинс Юджин Хьюз Деннис Тейлор                 | Канада                              | Кирк Стивенс Клифф Торбурн Билл Вербенюк               | 9:2                                 | 1986/87                             |
| «Fersina Windows World Cup»         |                                     |                                                        |                                     |                                                        |                                     |                                     |
| 1988                                | Англия                              | Стив Дэвис Джимми Уайт Нил Фудс                        | Австралия                           | Эдди Чарльтон Уоррен Кинг Джон Кэмпбелл                | 9:7                                 | 1987/88                             |
| 1989                                | Англия                              | Стив Дэвис Джимми Уайт Нил Фудс                        | Сборная мира                        | Тони Драго Дин О'Кейн Сильвиньо Франсиско              | 9:8                                 | 1988/89                             |
| «British Car Rentals World Cup»     |                                     |                                                        |                                     |                                                        |                                     |                                     |
| 1990                                | Канада                              | Клифф Торбурн Боб Шаперон Ален Робиду                  | Северная Ирландия                   | Деннис Тейлор Алекс Хиггинс Томми Мерфи                | 9:5                                 | 1989/90                             |
| «Castrol-Honda World Cup»           |                                     |                                                        |                                     |                                                        |                                     |                                     |
| 1996                                | Шотландия                           | Стивен Хендри Джон Хиггинс Алан Макманус               | Ирландия                            | Кен Доэрти Фергал О'Брайен Стивен Мёрфи                | 10:7                                | 1996/97                             |
| «Nations Cup»                       |                                     |                                                        |                                     |                                                        |                                     |                                     |
| 1999                                | Уэльс                               | Мэттью Стивенс Марк Уильямс Доминик Дэйл Даррен Морган | Шотландия                           | Стивен Хендри Джон Хиггинс Алан Макманус Крис Смолл    | 6:4                                 | 1998/99                             |
| 2000                                | Англия                              | Ронни О'Салливан Джимми Уайт Джон Пэррот Стивен Ли     | Уэльс                               | Мэттью Стивенс Марк Уильямс Доминик Дэйл Даррен Морган | 6:4                                 | 1999/00                             |
| «Coalite Nations Cup»               |                                     |                                                        |                                     |                                                        |                                     |                                     |
| 2001                                | Шотландия                           | Стивен Хендри Джон Хиггинс Алан Макманус               | Ирландия                            | Кен Доэрти Фергал О'Брайен Майкл Джадж                 | 6:2                                 | 2000/01                             |
| «PTT-EGAT World Cup»                |                                     |                                                        |                                     |                                                        |                                     |                                     |
| 2011                                | Китай                               | Дин Цзюньхуэй Лян Вэньбо                               | Северная Ирландия                   | Марк Аллен Джерард Грин                                | 4:2                                 | 2011/12                             |
| 2015                                | Китай                               | Чжоу Юэлун Янь Бинтао                                  | Шотландия                           | Джон Хиггинс Стивен Магуайр                            | 4:1                                 | 2015/16                             |
| 2017                                | Китай                               | Дин Цзюньхуэй Лян Вэньбо                               | Англия                              | Джадд Трамп Барри Хокинс                               | 4:3                                 | 2017/18                             |
| 2019                                |                                     |                                                        |                                     |                                                        |                                     | 2019/20                             |